# الجمباز في الألعاب الأولمبية الصيفية 2004
في رياضة الجمباز في الألعاب الأولمبية الصيفية الثامنة والعشرون تم كالعادة تقسيم المسابقات إلى مسابقات الرجال ومسابقات السيدات. تكونت منافسات الجمباز للرجال من 6 مسابقات
- الحركات الأرضية
- جهاز حصان الحلق
- جهاز الحلق
- جهاز حصان القفز
- جهاز المتوازي
- جهاز العقلة.

تكونت مسابقات الجمباز النسوي من 5 مسابقات
- جهاز حصان القفز
- جهاز المتوازي مختلف الارتفاعات
- جهاز عارضة التوازن
- الحركات الأرضية
- الجمباز الإيقاعي

## جدول الميداليات
*   البلد المضيف (مضيف)
| المرتبة | فريق                   | ذهبية | فضية | برونزية | المجموع |
| ------- | ---------------------- | ----- | ---- | ------- | ------- |
| 1       | رومانيا (ROU)          | 4     | 3    | 3       | 10      |
| 2       | الولايات المتحدة (USA) | 2     | 6    | 1       | 9       |
| 3       | روسيا (RUS)            | 2     | 3    | 2       | 7       |
| 4       | أوكرانيا (UKR)         | 2     | 0    | 1       | 3       |
| 5       | اليابان (JPN)          | 1     | 1    | 2       | 4       |
| 6       | إيطاليا (ITA)          | 1     | 1    | 1       | 3       |
| 7       | كندا (CAN)             | 1     | 1    | 0       | 2       |
| 8       | الصين (CHN)            | 1     | 0    | 3       | 4       |
| 9       | ألمانيا (GER)          | 1     | 0    | 1       | 2       |
| 9       | إسبانيا (ESP)          | 1     | 0    | 1       | 2       |
| 11      | اليونان (GRE)          | 1     | 0    | 0       | 1       |
| 11      | فرنسا (FRA)            | 1     | 0    | 0       | 1       |
| 13      | بلغاريا (BUL)          | 0     | 1    | 2       | 3       |
| 14      | كوريا الجنوبية (KOR)   | 0     | 1    | 1       | 2       |
| 15      | لاتفيا (LAT)           | 0     | 1    | 0       | 1       |
| المجموع | المجموع                | 18    | 18   | 18      | 54      |

## الدول المشاركة
تنافس اجمالي 252 لاعب جمباز من 45 دولة في العاب اثينا.
| - الأرجنتين (1) - أستراليا (9) - أذربيجان (1) - بيلاروس (8) - بلجيكا (1) - بوليفيا (1) - البرازيل (7) - بلغاريا (5) - كندا (15) - الرأس الأخضر (1) - الصين (15) - كولومبيا (1) | - كوبا (3) - جمهورية التشيك (2) - الدنمارك (1) - فرنسا (13) - جورجيا (2) - ألمانيا (11) - بريطانيا العظمى (9) - اليونان (7) - المجر (2) - آيسلندا (1) - إسرائيل (2) | - إيطاليا (10) - اليابان (10) - كازاخستان (2) - لاتفيا (2) - ماليزيا (1) - المكسيك (2) - هولندا (4) - كوريا الشمالية (8) - البرتغال (2) - بورتوريكو (1) - رومانيا (12) | - روسيا (18) - سلوفاكيا (2) - جنوب إفريقيا (2) - كوريا الجنوبية (7) - إسبانيا (13) - السويد (1) - سويسرا (4) - تونس (1) - أوكرانيا (16) - الولايات المتحدة (14) - أوزبكستان (2) |